# Tutankamón como Nefertum
La cabeza de Tutankamón como Nefertum (número de inventario, JE 60723), también llamada Cabeza de Nefertum, Cabeza de la flor de loto o Tutankamón como dios solar, fue descubierta en la tumba de Tutankamón (KV62) en el Valle de los Reyes. Representa al joven faraón (1332–1323 a. C.) como un niño y es un destacado ejemplo del arte de finales de la XVIII dinastía (Imperio Nuevo). Se encuentra en exhibición en el Museo Egipcio de El Cairo con el número de inventario JE 60723.

## Descubrimiento
Los acontecimientos de su descubrimiento son controvertidos, ya que Howard Carter no registró el hallazgo en el diario de las excavaciones. La cabeza fue encontrada en 1924, dos años después del descubrimiento de la tumba, por Pierre Lacau y Rex Engelbach, en la tumba KV4 de Ramsés XI (utilizada por el mismo Carter como almacén de sus hallazgos), entre algunas botellas de vino tinto. En ese momento Carter no se encontraba en Egipto a causa del cierre, cargado de polémicas, de la tumba de Tutankamón y la cancelación de la licencia para realizar excavaciones, ahora revocada por la viuda de Lord Carnarvon, Lady Almina.
Carter afirmó haber encontrado la cabeza entre los escombros del pasillo de entrada de la KV62. El hallazgo nunca fue mencionado en el curso de la primera temporada de excavaciones en el sitio: el arqueólogo se limitó a registrar el descubrimiento de jarras y ollas de alabastro y arcilla pintada en el susodicho pasillo. No existe documentación fotográfica de la cabeza en el diario de las excavaciones, a diferencia de los otros hallazgos de la tumba. Este controvertido descubrimiento generó no poca polémica, con la sospecha de que Carter había tratado de robar la cabeza para guardarla para sí.

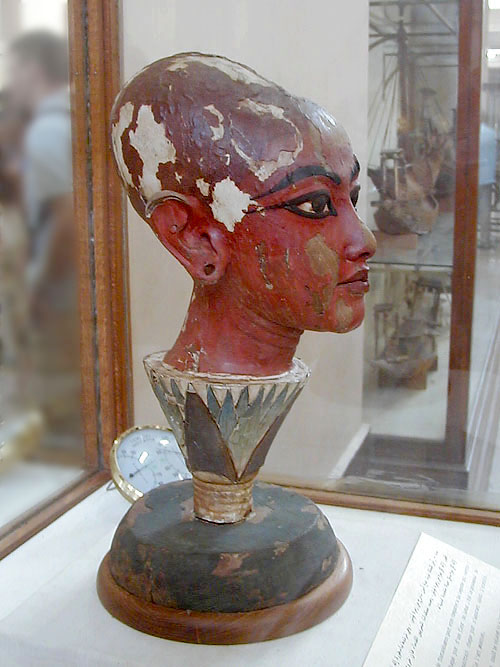
Tutankamón emergiendo del loto primordial, vista de perfil.

## Descripción
La cabeza, parcialmente dañada, está tallada en madera y mide 30 centímetros de altura. El estuco que recubre la madera está pintado en un vivaz tono rojizo, si bien amplias secciones de color se han desprendido (Carter culpó de los daños a los funcionarios egipcios que confiscaron el hallazgo). Las cejas, el típico delineado de ojos egipcio y las pupilas del joven rey fueron pintados en azul oscuro; el cráneo aparece rasurado, con el crecimiento de los cabellos visible. El rostro tiene los inconfundibles rasgos físicos de Tutankamón, y lo retrata en su infancia. Como en su célebre máscara funeraria, las orejas del rey presentan agujeros para los pendientes. Es la única imagen cierta de Tutankamón niño.
Que se encontrase en el corredor sugiere que los saqueadores la abandonaron en su huida después de desvalijarla de las joyas de oro que portaba, probablemente una corona o casquete y los pendientes, de los que solo se encontró el pasador del que colgaba de la oreja izquierda.

## Significado teológico
La escultura representa al faraón como Nefertum, el dios del sol naciente. El dios-niño Nefertum era simbolizado por una flor de loto azul, asociado con el renacimiento perpetuo del sol a causa de su cierre por la noche y reapertura al amanecer. La base del busto, pintada de azul, representa las aguas primordiales de las cuales los antiguos egipcios creían que había surgido el loto con el infante solar al inicio de la creación del mundo. La figura del faraón (considerado "Hijo de Ra") estaba conectada estrechamente al sol, pero la representación como este dios solar debía mágicamente garantizar el renacimiento, después de la muerte, en la vida eterna (del mismo modo que resurge el sol después de cada noche).